# Michal Strachota
Michal Strachota (* 30. října 1992) je český florbalista. Jako bývalý hráč TJ JM Chodov je dvojnásobný mistr Česka. V nejvyšších českých soutěžích hraje od roku 2010.

## Klubová kariéra

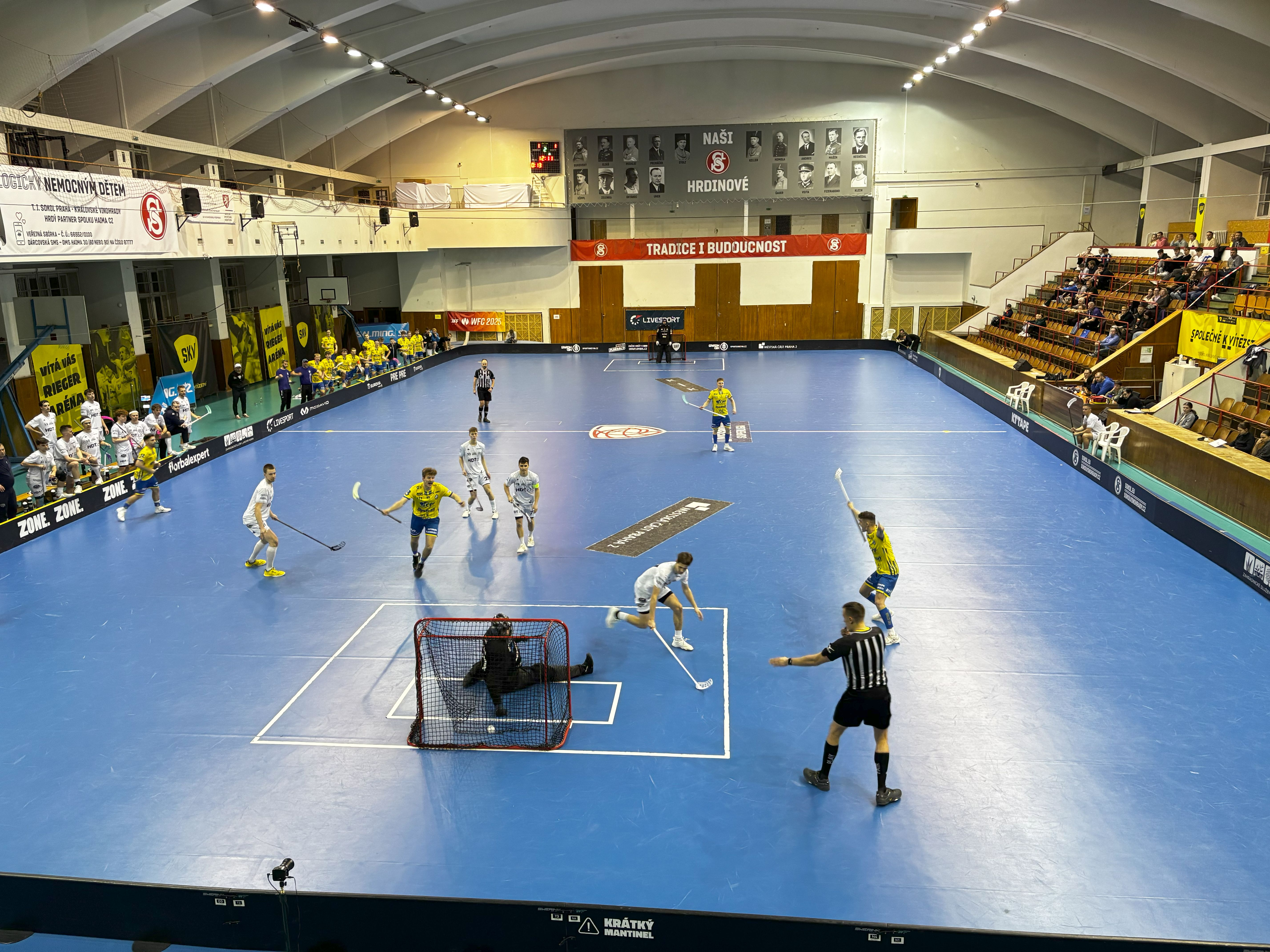
Strachota (uprostřed v bílém) v zápase play-down v sezóně 2024/2025

Strachota začínal s florbalem v pražském klubu SSK Future, za který od sezóny 2010/2011 tři roky nastupoval v Extralize. V tomto období se dvakrát probojovali do čtvrtfinále play-off. Future se v roce 2013 spojili s AC Sparta Praha, kterou tím zachránili od sestupu. Za Spartu Strachota odehrál jednu sezónu 2013/2014, ve které již byl nejproduktivnějším hráčem týmu.
Po konci ročníku přestoupil do dalšího pražského týmu TJ JM Chodov. S Chodovem v sezóně 2015/2016 získal první klubový titul, ke kterému v superfinále přispěl asistencí. V dalším ročníku 2016/2017 zlato obhájili.
V roce 2018 přestoupil, mimo jiné z časových důvodů, do prvoligového týmu FB Hurrican Karlovy Vary, kde se stal kapitánem, znovu nejproduktivnějším hráčem týmu a jedním z nejúspěšnějších celé soutěže. Za Vary odehrál dva roky, než ho bývalí spoluhráči z Chodova, Michal Kotlas a David Bouša, již jako trenéři TJ Sokol Královské Vinohrady, přesvědčili k návratu do nejvyšší soutěže. I na Vinohradech byl bodovým lídrem týmu.
Na sezónu 2021/2022 se vrátil do Varů a pomohl jim k prvnímu postupu do Superligy. Jako znovu nejproduktivnější hráč týmu vstřelil v rozhodujícím pátém zápase finálové série dva góly, na další dva asistoval a bodoval i v penaltovém rozstřelu. Následující tři roky pomáhal týmu s udržením se v nejvyšší soutěži.

## Reprezentační kariéra
Strachota se v juniorské reprezentaci zúčastnil Mistrovství světa do 19 let v roce 2011, na kterém český tým skončil na čtvrtém místě.
| Umístění | Soutěž                                       |
| -------- | -------------------------------------------- |
| 4.       | Mistrovství světa ve florbale do 19 let 2011 |